# Бульвар Тампль
Бульвар дю Тампль (фр. Boulevard du Temple) — бульвар в Париже между 3-м и 11-м округами, который проходит от площади Республики до площади Падлу. В XVIII веке здесь зародился так называемый бульварный жанр. Эти бульварные театры стали образцом для Венского пригородного театра и театра в Берлине.

## История
Своё название бульвар получил от средневековой крепости Тампль, построенной тамплиерами, в те времена ещё за пределами Парижа.
Бульвар находится на месте городской стены, сооружённой при Карле V и простоявшей до времён Людовика XIV. Сам бульвар с высаженными вдоль деревьями был проложен в 1656—1705 годах.
Во время Французской революции заведения на бульваре дю Тампль потихоньку вытеснили парижский ярмарочный театр, пользовавшийся в те времена успехом. После пожара на ярмарке Сен-Жермен в 1762 году, некоторые театры и кафе переехали в здания на бульваре. В 1782 году наставник мадам Тюссо Филипп Куртиус представил здесь свою вторую выставку. С 1791 года театры получили всё большее распространение. Они располагались на северо-восточной стороне бульвара. Единственный театр на противоположной стороне — Théâtre Déjazet — является также единственным из сохранившихся.
За счёт большого количества идущих на сценах театров криминальных драм бульвар был прозван Бульваром преступлений (Boulevard du Crime). В первой половине XIX века самым популярным автором и режиссёром был родоначальник сценической мелодрамы Пиксерекур, прозванный «Корнелем бульваров». Также пользовались спросом комические пантомимы и феерии. В 1819 году на сцене театра Фюнамбюль мим Жан-Батист Дебюро создал поэтический образ несчастного влюблённого Пьеро.
В 1835 году во время покушения Фиески на короля Луи-Филиппа I при помощи «адской машины» пострадало большое количество людей, находившихся в это время на бульваре дю Тампль; погибло 12 человек, сам король не пострадал.

В 1838 году на бульваре дю Тампль была сделана одна из первых фотографий и самая старая фотография с изображением человека. На данной дагеротипии бульвар выглядит пустынным, однако это связано с выдержкой длительностью более 10 минут, в течение которой пешеходы и транспорт исчезли из вида, и лишь один человек, остановившийся у чистильщика обуви, остался в кадре.
Во время градостроительных работ под руководством барона Османа во второй половине XIX века, часть квартала Маре подверглась перепланировке. При этом пострадал и бульвар дю Тампль — большая часть театров была снесена в 1862 году для расширения площади Республики.
Реконструкцию бульвара первой половины XIX века можно увидеть в фильме Марселя Карне «Дети райка» (1945).

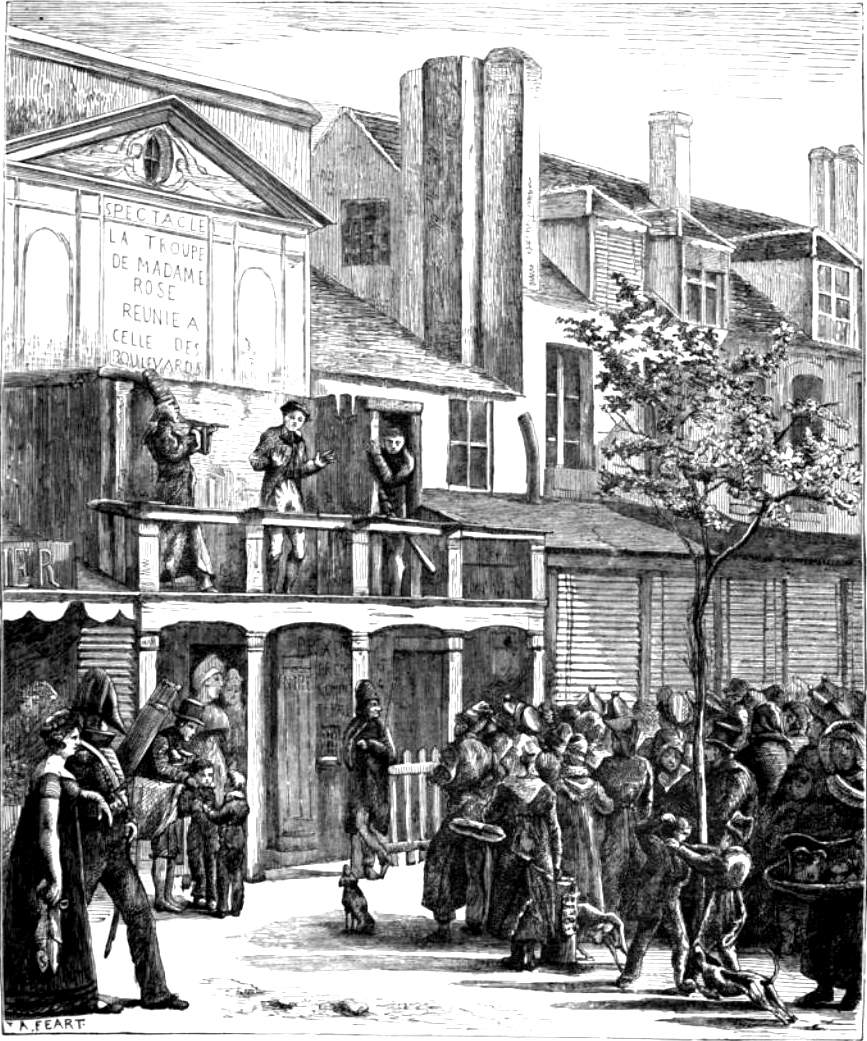
Театральный парад в 1816 году
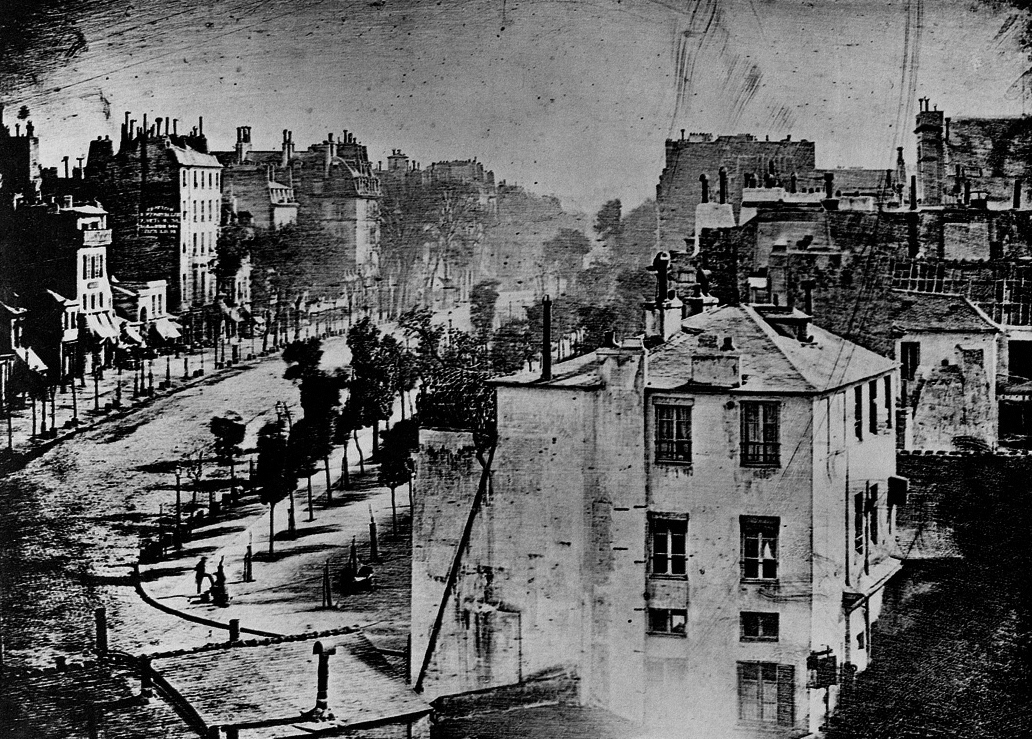
Бульвар дю Тампль (дагеротипия 1838 года)
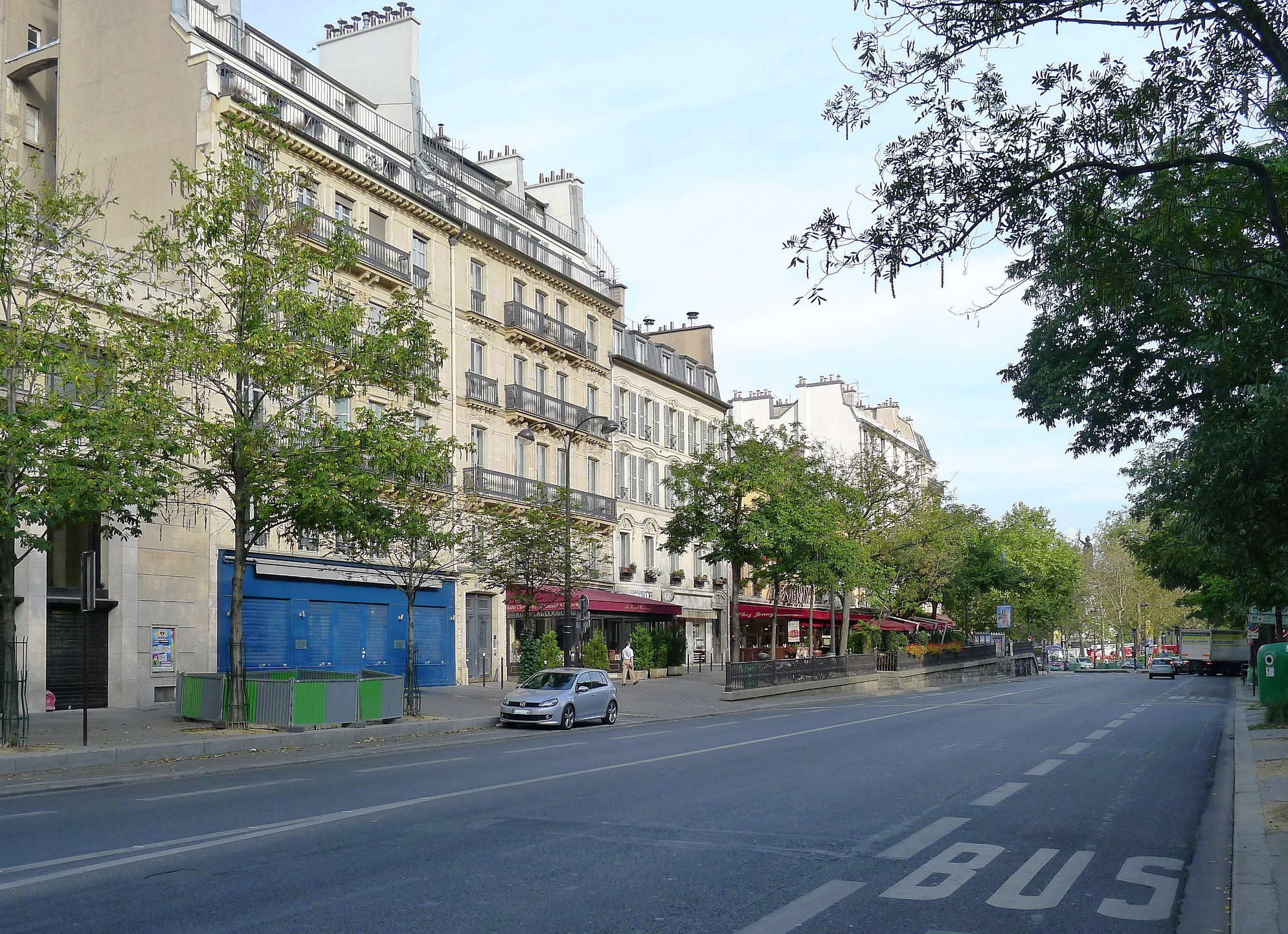
Современный вид

## Бывшие театры на бульваре
- 1759: Théâtre des Grands-Danseurs du Roi Жан-Батиста Николе, затем Théâtre de la Gaîté с 1792 года
- 1769: Théâtre de l'Ambigu-Comique Николя-Медара Одино, стал затем Folies-Dramatiques в 1832 году
- 1774: Théâtre des Associés
- 1779: Théâtre des Variétés-Amusantes
- 1785: Théâtre des Délassements-Comiques Планше-Валкура
- 1787: Cabinet des figures de cire (Кабинет восковых фигур), закончил существование в 1847 году
- 1847: Театр-Лирик[фр.] (снесён в 1860 году в результате османизации).

## Транспорт
- Метро: линии 3, 5, 8, 9, 11, станции République или Filles du Calvaire.